# Anopheles ainshamsi
Anopheles ainshamsi is een muggensoort uit de familie van de steekmuggen (Culicidae). De wetenschappelijke naam van de soort is voor het eerst geldig gepubliceerd in 2006 door Gad, Harbach & Harrison.